# Ginetta G56
La Ginetta G56 est une voiture de sport britannique créée par Ginetta. C'est la remplaçante de la Ginetta G55.

## GT4
En 2021, Ginetta a lancé la Ginetta G56 GT4, succédant à l'ancienne et très réussie Ginetta G55 GT4. La voiture participe principalement au championnat britannique GT dans la catégorie GT4. La voiture est équipée d'un moteur V8 de 6,2 litres construit par Ginetta, avec une puissance de 500 ch.

### GT4 Evo
Le 1er novembre 2023, Ginetta a dévoilé la G56 GT4 EVO, conçue à partir de 2024. Cette voiture est une évolution de la G56 et présente une carrosserie mise à jour, notamment le capot avant et les ailes arrière modifiés. La voiture a fait ses débuts mondiaux en course lors des 4 heures de la série Ultimate Cup en GT4 en octobre 2023.

## GTA
Parallèlement à la G56 GT4, Ginetta a également lancé la G56 GTA, remplaçant la G55 GTA dans son championnat d'académie GT. La voiture est propulsée par un Moteur Ford V6 de 3,7 litres et 270 ch. La voiture peut également être mise à niveau vers la G56 GT Pro, qui dispose d'un moteur plus puissant. La voiture est dispensée de phares.
Elle court actuellement dans le championnat français de tourisme.

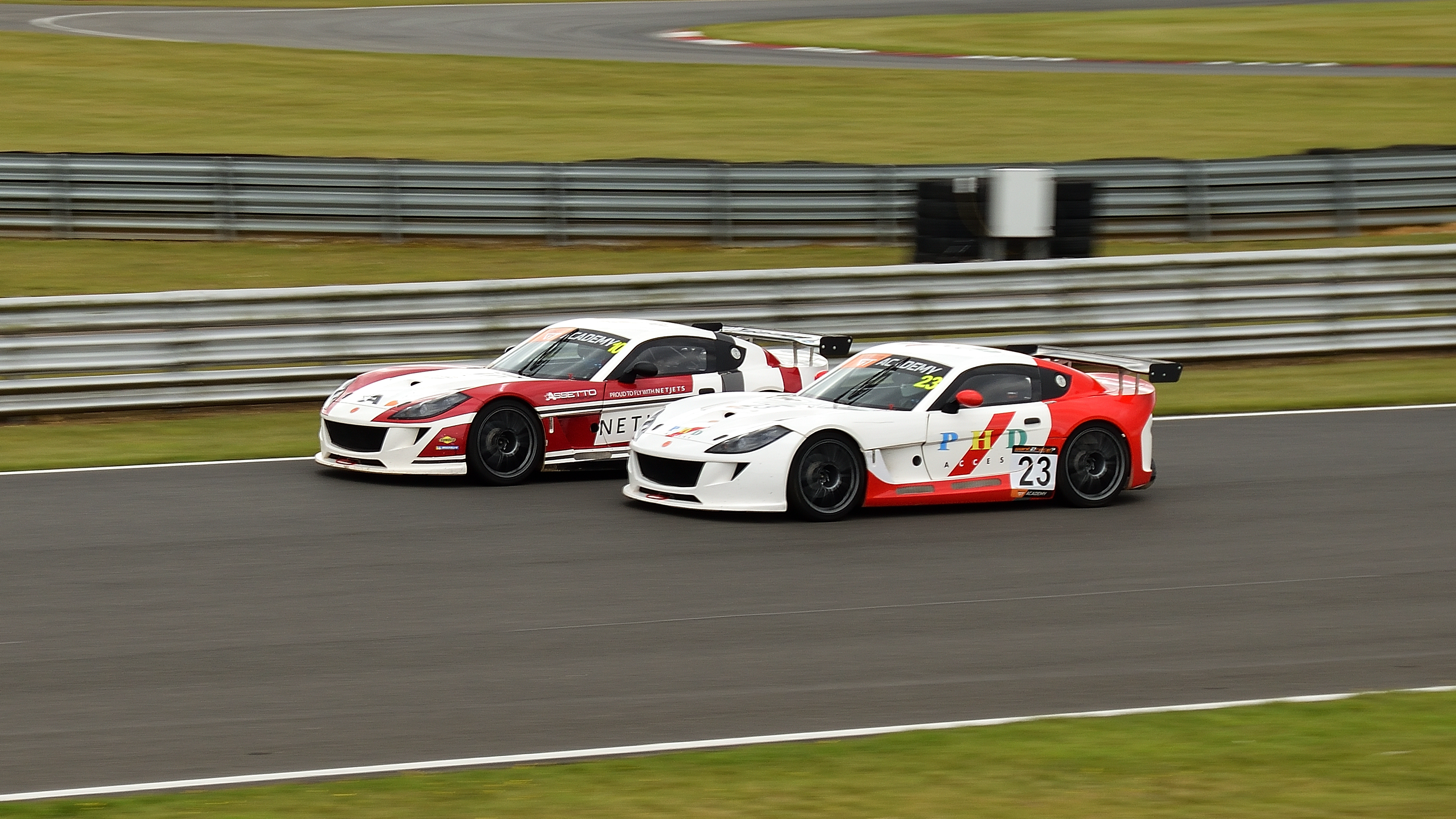
Deux Ginetta G56 GTA dans la Ginetta GT Academy

## G56 GTR
La Ginetta G56 GTR est la version routière de la G56. Elle est équipée d'un moteur Ginetta V8 de 6,2 litres qui donne 450 ch et une boîte de vitesses à en H.